# Олейник, Николай Иванович
Николай Иванович Олейник (укр. Микола Іванович Олійник; 22 августа 1921, Рябковка, Харьковская губерния — 20 июля 1994, Артёмовка, Полтавская область) — колхозник, управляющий отделением совхоза имени Артёма Чутовского района Полтавской области, Украинская ССР. Герой Социалистического Труда (1966).

## Биография
Родился 22 августа 1921 года в крестьянской семье в селе Рябковка (ныне — в Полтавском районе Полтавской области). После окончания средней школы в родном селе поступил в 1937 году на учёбу в Старомерчанский сельскохозяйственный техникум, который окончил в 1941 году.
Участвовал в Великой Отечественной войне. За сражение на Чижовском плацдарме в Воронеже был награждён медалью «За боевые заслуги».
После демобилизации в 1949 году возвратился на Украину. С 1949 года работал инструктором сырьевого отдела сахарокомбината имени Артёма в посёлке Артёмовка Чутовского района. С 1953 года — управляющий Шевченковского, с 1966 года — Кохановского и с 1970 года — Артёмовского отделений совхоза имени Артёма Чутовского района. В 1966 году удостоен звания Героя Социалистического Труда «за успехи, достигнутые в увеличении производства пшеницы, ржи, гречихи, кукурузы и других зерновых и кормовых культур».
В 1981 году вышел на пенсию. Проживал в посёлке Артёмовка, где скончался в 1994 году.

## Награды
- Герой Социалистического Труда — указом Президиума Верховного Совета СССР от 23 июня 1966 года
- Орден Ленина
- Орден Отечественной войны 1 степени (1985)
- Медаль «За боевые заслуги» (1942)